# Dusona celator
Dusona celator là một loài tò vò trong họ Ichneumonidae.